# Reitervölker

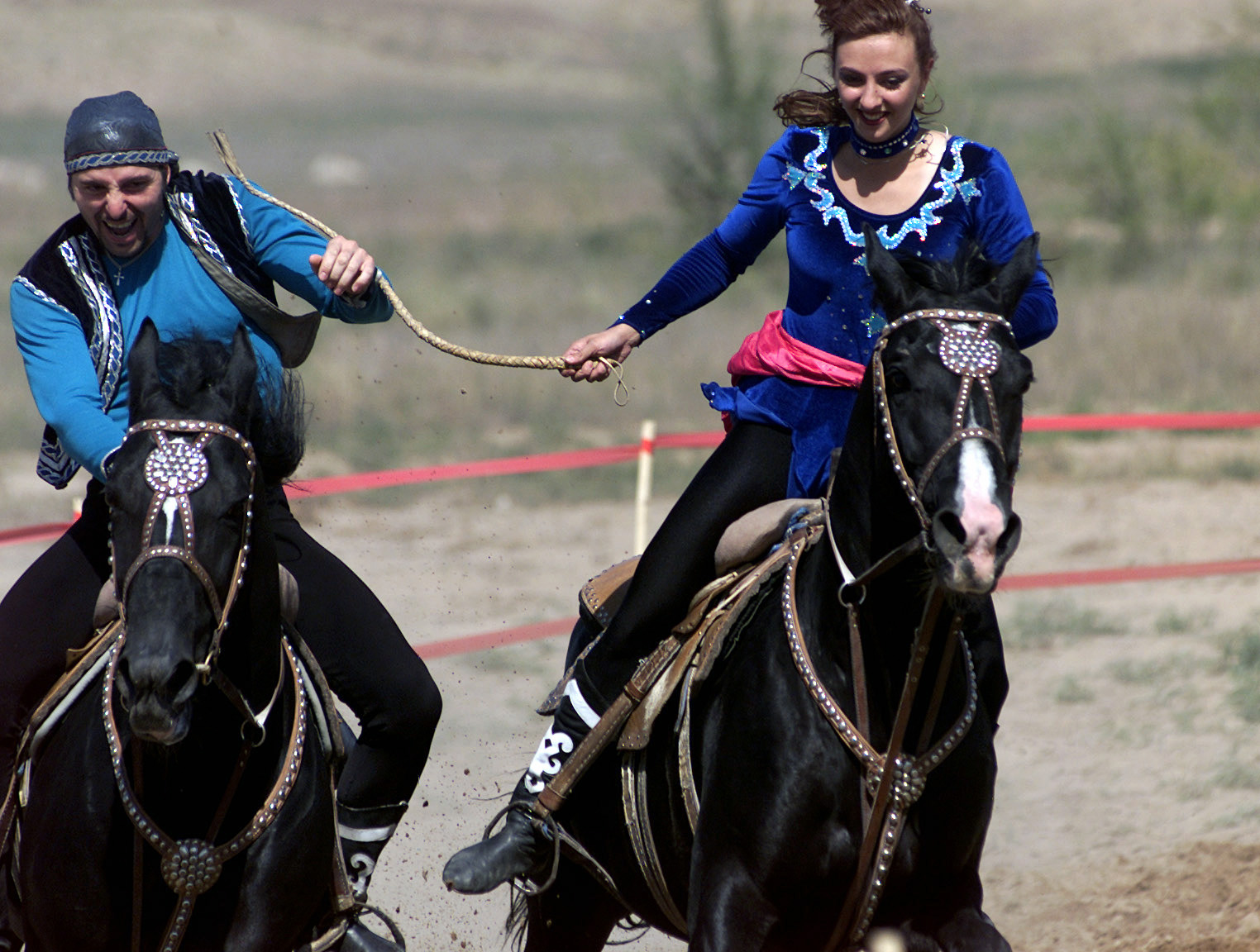
Noch heute spielt das Pferd in der Kultur des früheren Reitervolkes der Kasachen eine besonders wichtige Rolle.

Reitervölker ist im klassischen Sinne eine zusammenfassende Bezeichnung für Ethnien (Stämme, Stammesverbände oder Völker) der eurasischen Steppe, deren Lebensweise, Ökonomie und Weltanschauung eng mit der Nutzung des Pferdes verknüpft war. Der von diesen Kulturen bewohnte Steppenraum reichte von der Mandschurei im Osten bis nach Ungarn bzw. in das Burgenland im Westen, weshalb für diese Gruppen auch der Begriff Steppenvölker gebräuchlich ist.
Diese Reitervölker pflegten eine halb- oder vollnomadische Lebensweise mit einem Wechsel der Weidegebiete. Pferde waren zunächst eine ihrer Nahrungsgrundlagen, früheste forensisch-archäologische Beweise des Reitens stammen aus der Botai-Kultur vor etwa 5500 Jahren, vor kurzem wurden die ältesten Hinweise im europäischen Teil des Steppengürtels aus der Jamnaja-Kultur vor ca. 5000 Jahren publiziert. Spätestens seit etwa 4.000 Jahren sind Pferde wichtigstes Fortbewegungsmittel der Reitervölker, wobei relativ früh auch Kamele bzw. Trampeltiere als Transportmittel genutzt wurden. Eine im Laufe der Zeit entwickelte spezialisierte Lebensweise ermöglichte den Reiternomaden das Überleben auch in ökologisch schwierigen Siedlungsgebieten und spricht gegen eine oft angenommene primitive Lebensform. Die verschiedenen (oft eher kurzlebigen) Steppenreiche umfassten oft auch urbane Zentren, die von den Reiterkriegern erobert oder (seltener) von ihnen selbst gegründet wurden.
Das Verhältnis zwischen Reitervölkern und sesshaften Zivilisationen war ambivalent. Ein Merkmal ist der oft belegte Konflikt zwischen nomadischen, oft heterogen zusammengesetzten Reitervölkern, die nicht über eine dauerhafte staatliche Organisation verfügten, und der angrenzenden sesshaften Bevölkerung, die seit der Antike zunehmend in Staaten organisiert war. Die Nomaden konnten zwar aus ihrer Viehwirtschaft Überschüsse erwirtschaften, nicht selten waren die Erträge jedoch nicht ausreichend zur Versorgung. Hinzu kam eine zu wenig ausgeprägte wirtschaftliche Spezialisierung in vielen Lebensbereichen, die hingegen in sesshaften Gesellschaften stattfand. Aufgrund dieser oft prekären Existenzgrundlage waren Reitervölker auf den Austausch mit sesshaften Gesellschaften in der agrarischen Kulturzone und auf deren landwirtschaftliche sowie handwerkliche Ressourcen angewiesen, wodurch sich eine als „endemischer Konflikt“ bezeichnete Spannungssituation ergab. Dies führte nicht selten zu gewaltsamen Konflikten, wobei militärisch potente Reitervölker eine regelrechte Politik betrieben, ökonomisch relevante Tributleistungen von angrenzenden wohlhabenden Reichen zu erzwingen (so im Fall der Hunnen gegenüber Rom oder im Fernen Osten die Xiongnu und folgende Gruppen gegenüber China), um so ihr Herrschaftsgebilde zu stabilisieren.
Nur sehr selten wird auch bei den berittenen Indianervölkern Nord- und Südamerikas, die sich zwischen dem 16. und 18. Jahrhundert das von den Europäern eingeführte Pferd zunutze machten, von Reitervölkern gesprochen. Im Gegensatz zu den „Ethnien der Alten Welt“ war bei ihnen jedoch nicht das ganze ökonomische Leben beritten: Vor allem der periodische Wechsel des Wohnorts erfolgte bei den Indianern größtenteils zu Fuß.

## Die klassischen Reitervölker Eurasiens

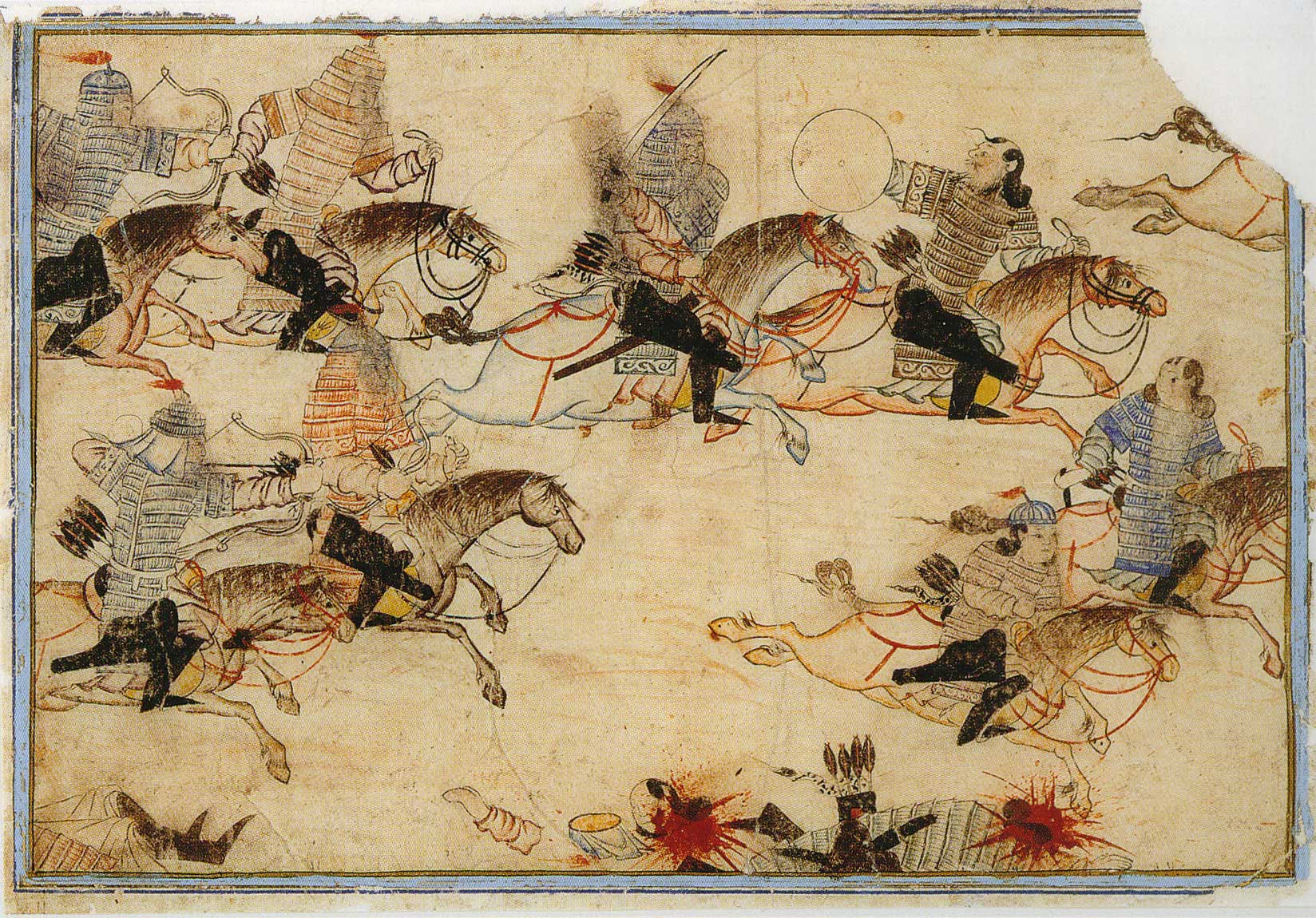
Mongolenreiter im 14. Jh.

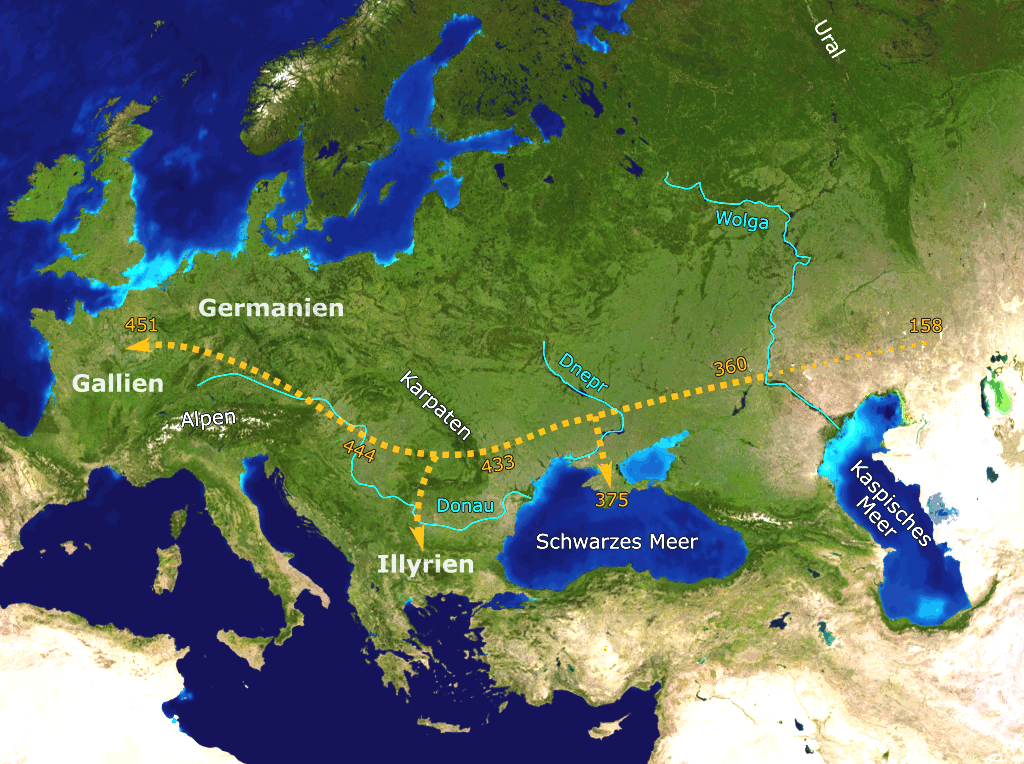
Durch die enorme Mobilität, die das Pferd den Hunnen verlieh, konnten sie in kurzer Zeit weit bis nach Mitteleuropa vordringen.

### Historische Reitervölker
Kontakte mit klassischen Reitervölkern beeinflussten verschiedene Kulturen im eurasischen Raum. Dies gilt spätestens beginnend mit den Skythen, die bereits im 6. Jahrhundert v. Chr. die Grenze des Achämenidenreichs bedrohten und noch in hellenistischer Zeit eine Gefahr darstellten. Sie tauchen bereits frühzeitig im Blickfeld antiker Geschichtsschreiber auf und prägten nachhaltig das Bild von Reitervölkern im Westen, indem ihr Name (griechisch Skythai) als Oberbegriff für Stammesgruppen nomadischer Prägung diente. Ihnen folgten zahlreiche Gruppen nach, die ebenso wie sie ethnisch oft nicht einheitlich zusammengesetzt waren. Zu erwähnen sind unter anderem die mit den Skythen verwandten Sarmaten, die Kimmerer, Saken und die Parner (die nach einer Überlieferung  im 3. Jahrhundert v. Chr. im Iran das Partherreich begründeten).
In der Spätantike nahm der Kontakt der griechisch-römischen (Römisches Reich) und iranischen Welt (Sassanidenreich) mit verschiedenen Reitervölkern zu, darunter die verschiedenen Gruppen der iranischen Hunnen in Zentralasien, die im frühen 6. Jahrhundert bis nach Nordindien vordrangen. Im europäischen Raum tauchten die „eigentlichen“ Hunnen, weiter die Kutriguren, Onoguren, Sabiren, Utiguren und im Übergang zum Frühmittelalter die Awaren und Protobulgaren auf.
Im Mittelalter kamen noch unter anderem die Chasaren, Magyaren, Petschenegen und Kumanen hinzu, bis im 13. Jahrhundert der Einbruch der Mongolen erfolgte (Mongolensturm), die zuvor in Ostasien unter Dschingis Khan ein Großreich errichtet hatten.
Ohnehin war der Hauptaktionsraum von Reitervölkern vor allem die Steppenzone zwischen dem Nordrand des Schwarzen Meeres, weiter nach Zentral- und dann nach Ostasien, an die Grenze des mächtigen chinesischen Kaiserreichs. An der Nordgrenze Chinas hatte sich um 200 v. Chr. die Stammesföderation der Xiongnu gebildet, die eine wichtige Rolle in der chinesischen Geschichte spielen sollten. Es folgten zahlreiche weitere Reitervölker an der chinesischen Nordgrenze bzw. im angrenzenden Steppenraum, beispielsweise die Yuezhi, Tabgatsch, Wusun, Xianbei, Rouran, Kök-Türken (die ein bedeutendes, aber relativ kurzlebiges Großreich errichteten), Uiguren, Kara Kitai, Jurchen, die bereits erwähnten Mongolen, Kirgisen und Kalmücken.
Bedeutsam sind die Berichte der antiken und mittelalterlichen sowie chinesischen Geschichtsschreiber, die über diese Kontakte und Konflikte berichteten. Von den klassizistisch orientierten griechischen Geschichtsschreibern (von der Spätantike bis Byzanz (Ostrom)) wurden etwa die auf die Hunnen nachfolgenden Reitervölker aus dem Steppenraum oft schlicht als „Hunnen“ bezeichnet. Dies sagt aber nichts über ihre Herkunft aus, da dieser Begriff, wie vorher „Skythe“, oft nur ein Stilmittel (im Sinne eines ethnographischen Gattungsbegriffs) der griechischen Geschichtsschreiber war, um so Völker im pontischen Steppengebiet nördlich des Schwarzen Meeres zu bezeichnen. So wurden etwa nach dem Ende des Hunnenreichs im Balkanraum (454/55) auch später noch die bereits erwähnten Kutriguren, Onoguren und Utiguren teils als Hunnen bezeichnet, wenngleich ihre genaue Zuordnung problematisch ist. Hierbei spielt eine große Rolle, dass politische Einheiten (Stämme) der Steppenzone sehr oft heterogen zusammengesetzt und nur sehr locker organisiert waren.
In diesem Zusammenhang sollte nicht übersehen werden, dass viele Quellen die Reitervölker oft stark negativ schildern. Dies ist nicht zuletzt auf die militärischen Auseinandersetzungen zwischen Reitervölkern und sesshaften Zivilisationen zurückzuführen, wobei Reiterkrieger in der Regel die Aggressoren waren, dennoch sind nicht wenige Darstellungen von typischen topischen „Barbarenbildern“ geprägt und verzerren teilweise die historische Betrachtung. Dies ist durchaus unabhängig von der sonstigen Qualität der Darstellung, denn selbst ein sonst so zuverlässiger Historiker wie Ammianus Marcellinus folgte dem Barbarentopos in seinem Hunnenexkurs. Andererseits ist die Schilderung des Geschichtsschreibers Priskos über den Hof des Hunnenkönigs Attilas, den Priskos als Mitglied einer römischen Delegation im Jahr 449 besuchte, recht nüchtern.

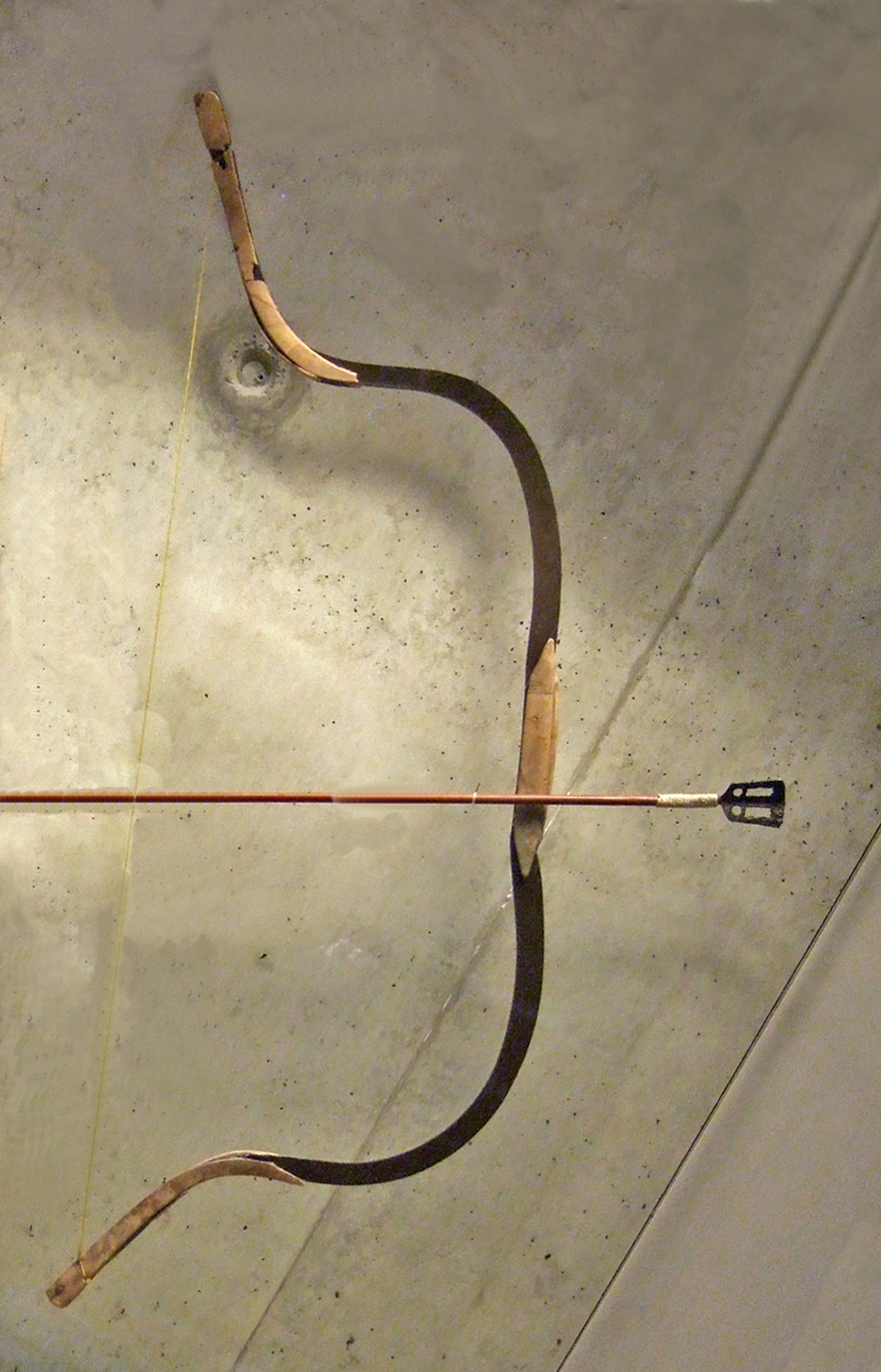
Reiterbogen der Awaren

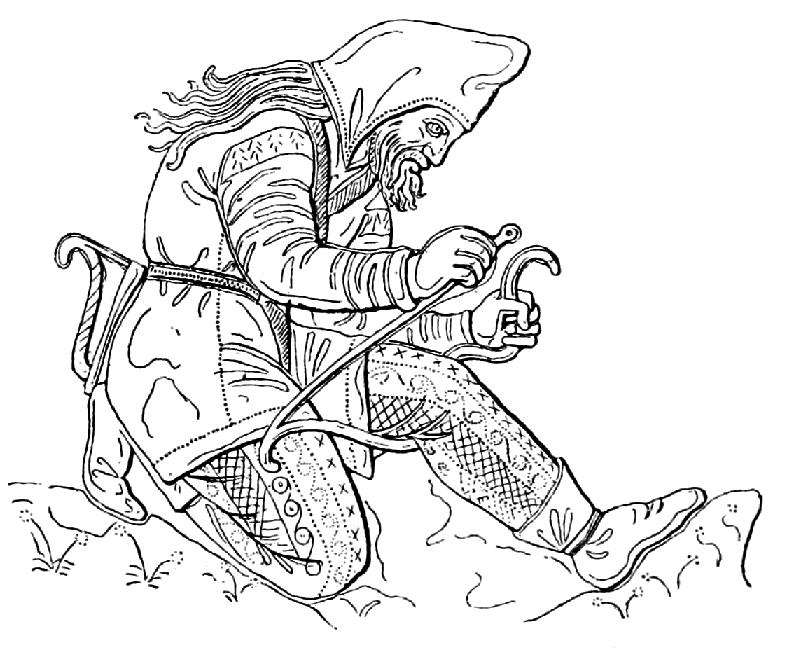
Skythe beim Spannen eines doppelt rekurven Kompositbogens, Umzeichnung von einem skythischen Elektrumbecher aus Kul'-Oba (Krim)

Die Bewaffnung der zu Pferd kämpfenden Reiter war leicht zu transportieren, aber wirkungsvoll: Dazu gehörten vor allem Pfeil und Bogen als eine der ältesten Fernwaffen. Daneben kamen Streitäxte (später auch Streitkolben) und Lanzen zum Einsatz. Typisch für Steppennomaden waren seit den frühen Skythen bis zur Einführung von Feuerwaffen Recurvebögen (auch Reiterbögen) mit kurvig zurückgebogenen Spitzen und Griffbereich (doppelt rekurver Bogen) in Doppel-S-Form. Dabei handelte es sich um Bögen in Kompositbauweise aus verleimtem Holz, Horn und Sehnen, was ihnen so große Elastizität und Stabilität gab, dass die Pfeile der Reiter wesentlich größere Reichweite und Durchschlagskraft erzielten, als die Pfeile der simplen D-förmigen, hölzernen Langbögen. Zwar vermuten einige Archäologen, dass diese Kompositbögen weder von den Reitervölkern erfunden, noch exklusiv von ihnen verwendet wurden, sondern älter sind. Sie waren jedoch wegen ihrer großen Reichweite in der offenen Steppe und aufgrund ihrer geringen Größe zur Verwendung durch Reiter ideal.
Ihre Taktik war jedoch innovativ. Gemeinsam ist den Reitervölkern (auch Steppenreitern oder Reiternomaden genannt), dass sie durch ihre Schnelligkeit und flexible Kampftechnik den Gegnern auf geeignetem Gelände militärisch überlegen waren. Der Taktik der „Nadelstiche“ mit Fernwaffen und sofortiger Flucht bei Gefahr hatten Fußtruppen oder schwer gepanzerte Reiterheere nichts entgegenzusetzen (siehe: Parthisches Manöver), letztlich z. B. bei der Eroberung Mesopotamiens durch die Mongolen. Außerhalb ihrer nur extensiv bewirtschafteten Herkunftsgebiete mit weiträumigen Weidegründen bekamen die Reitervölker häufig Nachschubprobleme und wurden langfristig entweder aufgerieben (Sieg Ottos des Großen in der Schlacht auf dem Lechfeld) oder in den eroberten Gebieten sesshaft. Dabei kam es oft zur sozialen Überschichtung der bodenständigen Bevölkerung.
Die waffentechnische Überlegenheit der sesshaften Gesellschaften nahm in der Frühen Neuzeit aber immer mehr zu, sodass sie militärisch die Oberhand gegenüber den Steppenvölkern gewannen.
In der materiellen Kultur des Westens hinterließen sie einige deutliche Spuren. Militärisch ging auf sie z. B. nicht nur die Lanze der Ulanen oder der Schellenbaum der ehemaligen osmanischen Militärmusik zurück, sondern vor allem Neuerungen der Befestigungstechnik der Städte. Andererseits verdanken Spanien und Portugal ihre Bewässerungskultur und einiges mehr ursprünglich berberischen Reitern.

### Nomaden und agrarische Hochkulturen
Historisch-soziologisch wurde von Alexander Rüstow die Bedeutung expansiver reiternomadischer Kulturen hervorgehoben, deren existenzieller Gegensatz zu bäuerlichen und sesshaften Gesellschaften intensiven sozialen Wandel mit sich brachte. Zentral ist das Verhältnis zwischen Reiternomaden und den sesshaften Völkern, sei dies nun im europäischen Raum, in Mittelasien (so gegenüber Persien in der Antike) oder an der Grenze Chinas (dort beginnend vor allem mit den Xiongnu und dann fortgesetzt durch andere Gruppen bis in die Frühe Neuzeit). Es bestand stets eine Wechselbeziehung zwischen Steppe und Agrarland, wobei es sich um einen dynamische Prozess handelte, die immer wieder auch zu militärischen Konflikten und politischer Herrschaftsbildung führte, einen „endemischen Konflikt“. Dieses Wechselspiel zwischen Nomaden und agrarischen Hochkulturen bestimmte jahrtausendelang den Rhythmus der Geschichte Asiens.
Reiternomaden entwickelten eine Lebensweise, die es ihnen durch Spezialisierung erlaubte, in einer ökologisch sensiblen Region zu überleben, wobei zwischen Steppenreichen, Reiternomaden und Reiterkriegern unterschieden werden sollte. Die verschiedenen Reiter- bzw. Steppenvölker führten eine teils unterschiedliche Lebensweise, zumal manche dieser heterogen zusammengesetzten Gruppen später nur eine halbnomadische Lebensweise pflegten. Ihr jeweiliges, unterschiedlich umfangreiches Herrschaftsgebiet umfasste teilweise auch urbane Zentren, zumal in Zentralasien seit der Antike nicht nur Reiternomaden belegt sind, sondern auch urbane Regionen existierten. In diesem Zusammenhang stützten sich Steppenreiche oft auf die dort vorhandenen wirtschaftlichen und administrativen Fähigkeiten (so die Gök-Türken auf die Sogdier, siehe etwa Maniakh, oder die mongolische Yuan-Dynastie auf chinesische Beamte). Vereinzelt wurden von ihnen sogar eigene Städte gegründet, so Karabalgasun von den Uiguren oder Karakorum von den Mongolen.
Nomaden waren oft nicht vollkommen selbstversorgend, sondern auf den Austausch mit agrarischen Gesellschaften angewiesen. Dies betraf in erster Linie Nahrungsmittel, aber vor allem Luxusgüter und teils Waffen. Die Produkte wurden oft per Tauschhandel mit Agrargesellschaften beschafft, denen dafür Tierprodukte (wie Pelze und Milch) und Tiere überlassen wurden. Ebenso waren die Reiterstämme hinsichtlich der Sicherung von Handelsrouten von Bedeutung. Dieses Arrangement hatte allerdings das Problem, dass die Agrarländer nicht in gleicher Weise auf die Viehprodukte der Nomaden angewiesen waren, so dass es etwa zu Preissteigerungen kam und den Nomaden der „Absatzmarkt“ wegbrach. Die Folge waren militärische Konflikte zur Sicherung der Lebensgrundlage von Reiterstämmen, die nun mit Gewalt versuchten zu erreichen, was ihnen der normale Handel nicht ermöglichte. Hinzu kamen auch Klimaveränderungen, die die Lebensweise von Nomaden besonders tangierten.
Um einen effektiven Kontakt mit agrarischen Gesellschaften pflegen zu können, war es für die Stämme notwendig, sich strukturell zu organisieren. Reitervölker verfügten über keine komplex organisierte Herrschaftsstruktur, sondern agierten in der Regel in sehr locker organisierten Verbünden, die sich durchaus aus unterschiedlichen Stämmen zusammensetzen konnten. Es handelte sich nicht um starre ethnische Verbände, vielmehr konnten sich andere Gruppen dem Stamm anschließen, solange sie bereit waren, dem Stammesführer zu gehorchen. Die Größe solcher Gruppen unterlag damit einem dynamischen Prozess, wobei es entscheidend auf die Erfolge des Stammesführers ankam, um den Verband zusammenzuhalten. In diesem Zusammenhang spielte bei mehreren Verbänden von Reiterkriegern (die von reinen Reiternomaden unterschieden werden sollten) aber durchaus ausschließlich die Aussicht auf reiche Beute eine Rolle: Sie gaben später oft ihre nomadische Lebensweise weitgehend auf, um anschließend den stetige Nachschub an Versorgungs- und Prestigegütern aus wohlhabenden Nachbarreichen zu erzielen, sei es durch kriegerische Aktionen oder durch Tributleistungen. Diese Güter wurden innerhalb der Führungsspitze und deren Kriegeranhang verteilt, um den eigenen Herrschaftsanspruch innerhalb des Verbands sicherzustellen. Dies gilt unter anderem für die Hunnen zur Zeit Attilas (siehe unten).
Relativ gut erforscht aufgrund der Quellenlage sind die Beziehungen der Steppenvölker gegenüber China, mit seiner kulturellen und ökonomischen Überlegenheit sowie einer ausdifferenzierten politischen Struktur. Hierbei traten oft „Konföderationen“ von Reitervölkern auf, die sich rudimentär unter einer Führungsgruppe organisiert hatten und nun die chinesische Grenzzone überfielen, um vom chinesischen Kaiser vertraglich Tribute und Handelsrechte zu erzwingen. Derartige Verbände hatten aber aufgrund des sehr lockeren Aufbaus und beschränkten Zielsetzungen nur eine begrenzte Lebensdauer. So waren die Mongolen die einzige Gruppe der zentralen Steppenzone der es gelang, das chinesische Kernland zu erobern, womit sie eine Ausnahme und nicht die Regel darstellen.

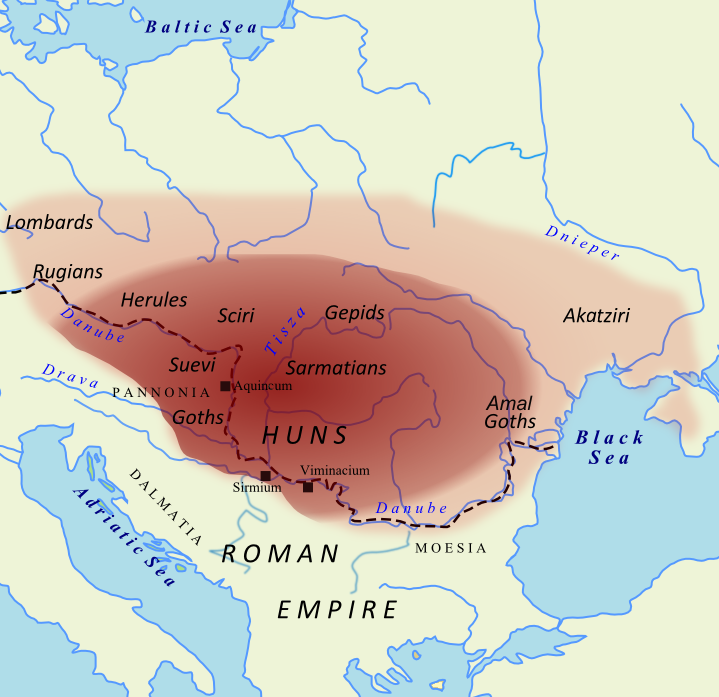
Ungefähre Ausdehnung des Hunnenreichs unter Attila und abhängige Stämme

Die Sicherstellung der eigenen Versorgung ist jedoch nur ein Teilaspekt der Beziehungen zwischen Steppe und Agrarland. Ebenso konnte es zu militärischen Unternehmungen von Reiterstämmen kommen, die ausschließlich auf Gewinn ausgerichtet waren und auch durch keine vorherige Handlung oder externe Faktoren (wie Klimaveränderungen) ausgelöst wurden. Dies gilt beispielsweise für die Hunneneinbrüche in das Römerreich seit Beginn des 4. Jahrhunderts, die darauf abzielten, vor allem materielle Güter zu sichern. Der Hunnenherrscher Attila spielte in den 430er und 440er Jahren ganz gezielt mit dieser Politik gegenüber dem römischen West- und Ostreich, um so die eigene Gefolgschaft zu stabilisieren. Als es jedoch 451 zum entscheidenden Konflikt mit dem römischen Westreich kam und Attila faktisch unterlag, bröckelte der Zusammenhalt seines Reichs, das sich nur kurz nach seinem Tod 453 auflöste.
Ein ähnliches Verhalten gilt für die sogenannten iranischen Hunnen (siehe Kidariten, Alchon, Nezak und Hephthaliten) im spätantiken Zentralasien, die auf Kosten des Sassanidenreichs expandierten, dessen Nordostgrenze bedrohten und teils regelrecht Gelder erpressten, so die Kidariten und Hephthaliten. Die Geschichte Chinas wiederum ist ebenso von den jahrhundertelangen Bemühen zahlreichen Steppenstämme an der chinesischen Nordgrenze geprägt gewesen, Gelder und Güter von der kaiserlichen Regierung zu erlangen oder sogar Teile Chinas zu erobern und für ihren Bedarf zu nutzen.
Auf die Ressourcen (Gelder und Güter) der wesentlich reicheren sesshaften Kulturen waren Reiterstämme oft dringend angewiesen, wie vor allem zahlreiche Beispiele der Kontakte zwischen Steppenvölkern und China zeigen (wie auch zwischen Hunnen und Rom, siehe oben). Eine erfolgreiche Unterwerfung des Agrarstaates war zur Sicherung eigener Interessen für Reiterstämme nicht zwingend notwendig; vielmehr ist oft zu beobachten, dass nomadische Gesellschaften sich mit der Existenz am Rand der agrarischen Gesellschaften begnügten, aber allein dadurch eine potentielle Bedrohung darstellen und so Forderungen Nachdruck verleihen konnten. Dies geschah im Fall der Xiongnu gegenüber der chinesischen Han-Dynastie und im Fall der Hunnen gegenüber Rom; um einen Konflikt zu vermeiden, flossen Geld oder Luxusgüter an die jeweiligen Stämme. In China wurde das gezielte Vorgehen zur Besänftigung gegenüber den Xiongnu, die um 200 v. Chr. aggressiv gegenüber dem gerade erst gegründeten Kaiserreich China agierten, als heqin-Politik bezeichnet.
Die Xiongnu wiederum benötigten ökonomisch grundsätzlich chinesische Tributleistungen, da ihre eigene Lebensweise keine ausreichende materielle Grundlage darstellte. Dieses Vorgehen hatte große Auswirkungen auf die jeweiligen Stämme, wo die Anführer das erhaltene Geld und die Geschenke gezielt einsetzten, um Untergebene an sich zu binden. In diesem Sinne waren die Xiongnu (ebenso wie andere Reitervölker, die eine solche Politik gegenüber Staaten der sesshaften Zone betrieben) auf die wirtschaftliche Prosperität des Han-Reiches angewiesen. Allerdings gaben die chinesischen Han diese Besänftigungspolitik schließlich im 2. Jahrhundert v. Chr. weitgehend auf und gingen militärisch erfolgreich in die Offensive, was den locker aufgebauten Stammesverbund der Xiongnu empfindlich traf.
Das von den Xiongnu konzipierte Muster des Verhaltens gegenüber China wurde in der Folgezeit im Rahmen der Kontakte von nomadischen Reiterstämmen oft kopiert (sowohl gegenüber China als auch kurzzeitig gegenüber Rom und Persien); die nachfolgenden Reiterstämme waren in der Regel bestrebt, am ungleich größeren materiellen Reichtum teilzuhaben, sei es durch direkte militärische Konfrontationen oder indirekten Druck. Allerdings führte dies zu einer Abhängigkeit der betroffenen Stämme (sogenannte Prestigeökonomie) und die deshalb immer wieder als Bedrohungsfaktor auftraten.
Erst wenn die materiellen Leistungen ausblieben, kam es zum Konflikt. Militärische Aktionen machten es wiederum erforderlich, ein stets zur Verfügung stehendes Aufgebot zu schaffen, was wiederum teilweise dazu führte, dass die Anführer einzelner Verbände sich veranlasst sahen, andere Stämme oder Stammesverbände durch Kampf unter ihre Oberherrschaft zu zwingen. Dieses Gefüge bildete die Nomadenherrschaft. Ebenso war jedoch der militärische Druck der herrschenden Stämme ein wichtiger Faktor der Herrschaftsbildung bei Nomadenstämmen. Erfolgte der Versuch der (teilweisen) Eroberung, musste die Agrarbevölkerung beherrscht werden, was allerdings wegen der zahlenmäßigen Unterlegenheit der Nomaden zu ihrer raschen Assimilierung führte. Der Versuch, die zivile Verwaltung des unterworfenen Agrarstaates zu übernehmen, führte auch zur sprachlichen Assimilation, hinzu kamen Mischehen. Bei späteren Aufständen war die Beseitigung der ursprünglich nomadischen Oberschicht kein großes Problem mehr.

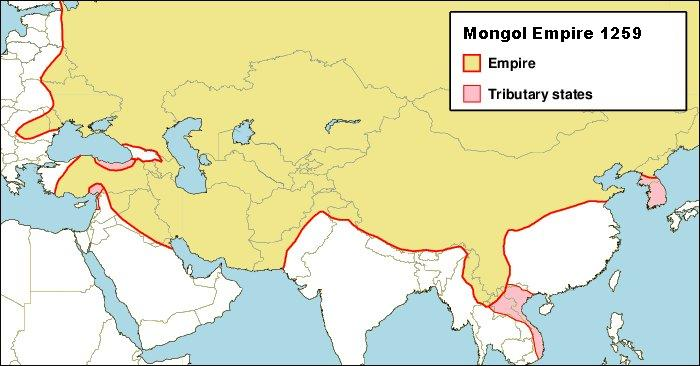
Das Reitervolk der Mongolen beherrschte Mitte des 13. Jh. den größten Teil Asiens.

Im Fall Chinas versuchten die Xiongnu sogar eigene Staatsgründungen auf dem Boden des Kaiserreichs; diese gingen allerdings von den bereits sinisierten südlichen Xiongnu aus, die sich im 1. Jahrhundert v. Chr. den Chinesen unterworfen hatten (siehe Liu Cong, der die beiden Hauptstädte Chinas 311 bzw. 316 eroberte). Auch einige folgende Steppenstämme versuchten teils den Weg der Staatsgründung in China, wobei sie aber bis auf den Mongolen nur Teile der nördlichen Grenzregion zeitweise eroberten bzw. beherrschten. Die Mongolen wiederum (die auch in der russischen Steppe ein Großreich errichteten, siehe Goldene Horde) wurden nach weniger als 100 Jahren wieder vertrieben (Sturz der Yuan-Dynastie 1368), bevor die Mandschu 1644 China eroberten und die letzte Kaiserdynastie gründeten (Qing-Dynastie).

## Die Reiterkulturen Amerikas

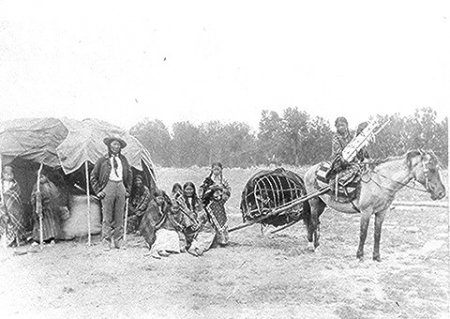
Nordamerikanische Cheyenne nutzten Pferde als Zugtiere für Travois.

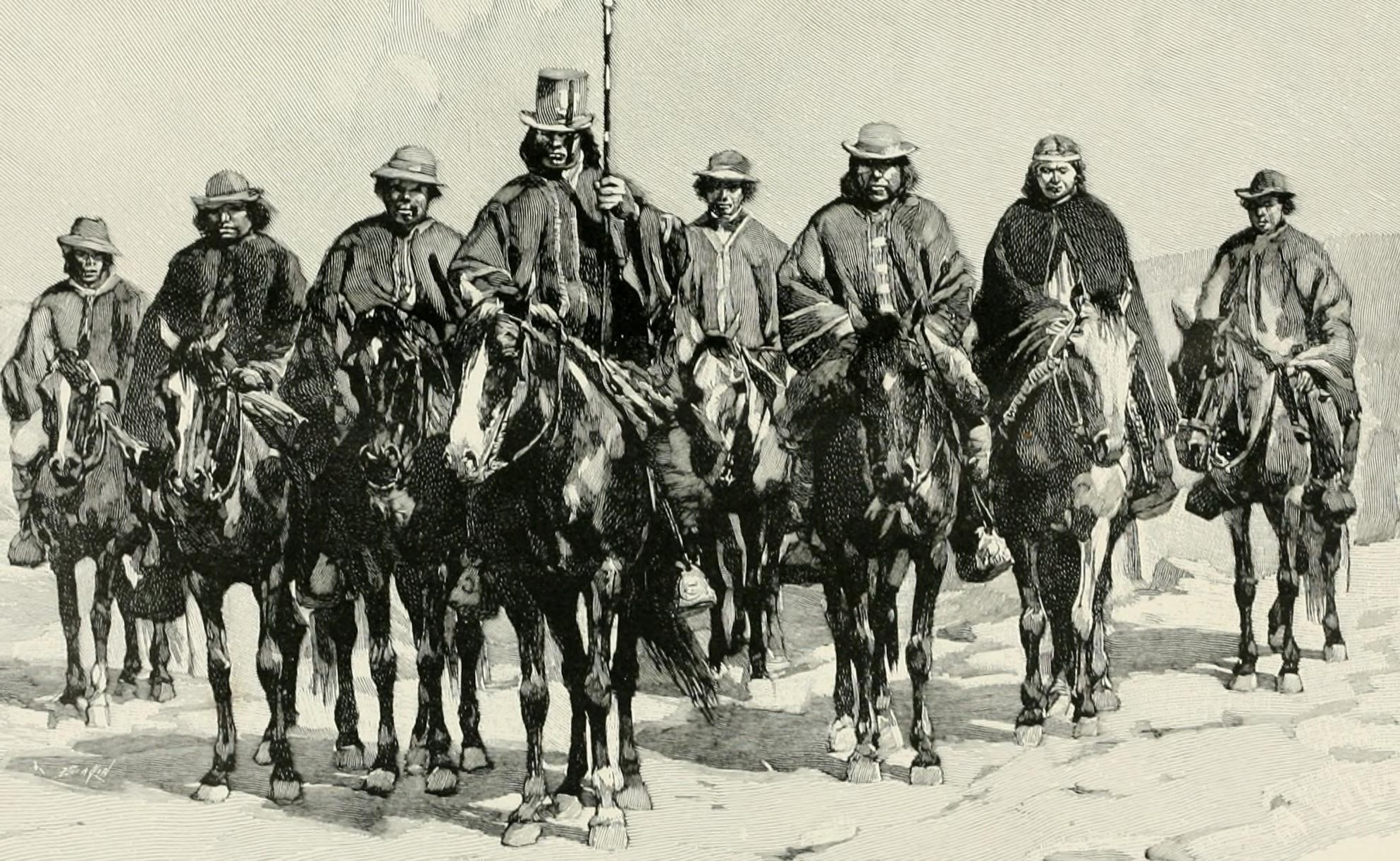
Mapuche gelten als südamerikanische Reiternation schlechthin.

Die Übernahme des Pferdes von Spaniern und Portugiesen durch zahlreiche Indianervölker führte zu einem tiefgreifenden Kulturwandel der betroffenen Volksgruppen.
Die frühen spanischen Expeditionen nach Nordamerika führten Pferde mit sich. Entlaufene Pferde verwilderten und verbreiteten sich ab dem 16. Jahrhundert relativ rasch im Südwesten Nordamerikas, dem Großen Becken und auf den Great Plains (siehe Ausbreitungskarte). Sie wurden von vielen Indianern dieser Regionen eingefangen und in ihre Kultur integriert. Daraus entwickelte sich die Kultur der Prärie-Indianer.
Parallel dazu entstanden auch in verschiedenen Kulturarealen Südamerikas, besonders im Südkegel des Kontinents (Patagonien) und in den Savannengebieten Kolumbiens, indigene Reiterkulturen, die sich im 17. und 18. Jahrhundert stark ausbreiteten. Dies beeinflusste unter anderem auch die argentinische Gaucho-Kultur.
Vielfach wurden die Pferde von den einheimischen amerikanischen Ethnien (wie auch aus der eurasischen Geschichte bekannt) zunächst als Jagdbeute und Nahrungsmittel geschätzt und erst später als Reitpferde und Statussymbol gehalten. Das Einfangen und die Domestizierung verwilderter Pferde (siehe auch: Mustang und Cimarrón), aber auch der Diebstahl und die Erbeutung von Pferden im Krieg, verschaffte den Indianern Vorteile bei der Nahrungsgewinnung, sei es durch Schlachtung und Verzehr des proteinreichen Pferdefleischs, sei es durch die Haltung als Nutztier und den Einsatz auf der Jagd und bei Kriegszügen.
Jene Gruppen, die das Pferd in ihre Kultur integrierten, wurden mobiler und konnten sich in vormals unzugängliche Gegenden ausbreiten. Ein Großteil der kargen Steppen- und Savannenlandschaften Nord- und Südamerikas wurde erst nach Einführung des Pferdes besiedelt. Pferde vereinfachten die vorher sehr mühsame Jagd auf die in Nordamerika zu Millionen lebenden Bisons. Ähnliches gilt für die Jagd auf Guanakos und Nandus im Süden Südamerikas. Dort spielte allerdings die massenhafte Vermehrung verwilderter Rinder, die ebenfalls als neue Nahrungsquelle dienten, sowie der Einsatz des Pferdes im Kampf gegen die spanischen Invasoren eine noch prominentere Rolle.
Ehemals kleine oder schwächere Stämme wie die Comanche, Lakota oder Cheyenne im Norden oder die Charrúa, Toba oder Tehuelche im Süden entwickelten eine völlig neue Kriegskultur. S.C. Gwynne bezeichnet insbesondere den Machtzugewinn der Comanchen zwischen ca. 1625 und 1750 als eine der größten sozialen und militärischen Transformationen der Geschichte. Die neuere Forschung stellt neben den militärischen auch andere kulturelle und wirtschaftliche Folgen der Nutzung des Pferdes in den Vordergrund. Es lassen sich unterschiedliche und sehr vielfältige Entwicklungs- und Überlebensstrategien beobachten, die von indigenen Gruppen mit der Haltung des Pferdes verbunden wurden: Die Existenzmöglichkeiten als Pferdehalter reichten vom gefürchteten Räuber über den Viehzüchter bis zum erfolgreichen Händler.